# Comissão Internacional sobre Estratigrafia
A Comissão Internacional sobre Estratigrafia (em inglês:  International Commission on Stratigraphy, ICS) é um subcomitê científico da União Internacional de Ciências Geológicas (IUGS), fundado em 1961 em Paris, que promove o debate e a padronização de assuntos relacionados à estratigrafia, geologia e geocronologia em escala mundial.

## Objetivos
Um de seus principais objetivos, um projeto iniciado em 1974, é estabelecer um padrão multidisciplinar e uma escala de tempo geológica global que facilitará as comparações paleontológicas e geobiológicas de região a região por meio de benchmarks com critérios estratos estritos e rigorosos chamados de Seção e Pontos do Estratótipo de Fronteira Global (GSSPs) dentro do registro fóssil. (isto é, a seção do registro de rocha a partir de uma seção de amostra de testemunho ou estratos expostos acessíveis, que quando uma amostra de testemunho é geralmente "tabulada" em pedaços longos, também chamados de "seções" com cerca de um metro de comprimento).

## Metodologia
Além disso, o ICS define um tipo alternativo de benchmark e critérios chamados Global Standard Stratigraphic Ages [en] (GSSAs), onde as características e os critérios de datação são definidos exclusivamente por métodos de ciências físicas (como sequências de alinhamento magnético, critérios radiológicos, etc.), bem como encorajando um padrão internacional e debate aberto entre cientistas da Terra nas áreas de paleontologia, geologia, geobiologia e cronoestratigrafia, entre outras.
A Comissão Internacional de Estratigrafia gerou várias organizações em nível de subcomitê organizadas e mobilizadas em nível nacional ou regional que são os verdadeiros comitês de trabalho do IUGS, e estes fazem o trabalho de campo, baseiam comparações em conferências ou comitê de pesquisa de coordenação reuniões de âmbito local ou em larga escala.

## Publicações
Entre as publicações da ICS estão os periódicos oficiais "Episodes", "Lethaia" e "Newsletters on Stratigraphy", assim como outros não oficiais, como o "Stratigraphy", "GeoArabia" e "Carnets de Géologie / Notebooks on Geology". A comissão também publica vários relatórios e atualizações estratigráficas, como a "Tabela Estratigráfica Internacional".
Além de publicar versões em papel e documento (PDF) da Carta Estratigráfica Internacional, o ICS também fornece uma versão legível por máquina da carta formulada usando a Web Ontology Language (OWL) e, em particular, Time Ontology em OWL. A página da web de gráficos do ICS também fornece uma versão interativa do gráfico, com base nos dados OWL.